# Zeppelin (Slagharen)
Zeppelin was een uitkijktoren in Attractiepark Slagharen.

## Beschrijving
Het gaat om een 27,5 meter hoge toren met daarin een hydraulisch systeem dat een ring van zes gondels of cabines in de vorm van een zeppelin. Deze werden langzaam omhooggetild, waarna  het gevaarte eventjes boven bleef, om dan langzaam weer naar beneden te gaan. Tijdens dit alles draaide de kring traagjes rond zodat bezoekers een mooi uitzicht hadden over het park. 

## Geschiedenis
De attractie was gebouwd door Anton Schwarzkopf in 1968 en was oorspronkelijk een kermisattractie. Van 1971 tot 1973 stond hij opgesteld in het Duitse attractiepark Kölner Tivoli in Keulen. Vanaf 1975 stond hij in Ponypark Slagharen. Bij de opening van de attractie zei parkeigenaar Bemboom dat deze Zeppelin hem twee miljoen gulden had gekost. Bemboom vond dat hij bij de opbouw van zijn bedrijf veel steun had ontvangen van vier burgemeesters van de gemeente Hardenberg (waar Slagharen deel van uitmaakt).  Daarom werden de namen van die vier op de Zeppelin gezet.

## Sky Tower
1998 was het laatste jaar voor Zeppelin. In 1999 opende in Attractiepark Slagharen een nieuwe uitkijktoren, de Sky Tower, met een ronde cabine rond een paal. In deze attractie waren onderdelen, onder andere de paal, van de Zeppelin gebruikt.
Afbeeldingen · Main Street